# Jan Holfeld
Jan Holfeld (ur. 1747, zm. 7 listopada 1814 we Lwowie) – profesor matematyki praktycznej (geodezji) na Uniwersytecie Lwowskim, rektor Uniwersytetu w latach 1795–1796 oraz dyrektor Liceum Lwowskiego w latach 1811–1812.
Wcześniej był jezuitą, później pracował jako inżynier geodeta, przeprowadzając w 1796 pomiary triangulacyjne Zachodniej Galicji. Stworzył również z baronem von Mezburg mapę Galicji. Był również nauczycielem matematyki w Liceum Lwowskim.